# Rio Salgado
O rio Salgado é um curso de água que banha o estado do Ceará, no Brasil. A sub-bacia do rio Salgado, drenada pelo rio do mesmo nome, está localizada na região sul do estado do Ceará, e faz parte da bacia do rio Jaguaribe.

## Condições climático-pluviométricas

### Geografia
Sua bacia hidrográfica do antigamente chamado Jaguaribe-Mirim está espalhada por 23 municípios: Icó, Cedro, Umari, Baixio, Ipaumirim, Várzea Alegre, Lavras da Mangabeira, Granjeiro, Aurora, Caririaçu, Barro, Juazeiro do Norte, Crato, Missão Velha, Barbalha, Jardim, Penaforte, Milagres, Abaiara, Mauriti, Brejo Santo, Porteiras e Jati, com uma população estimada em 850.000 pessoas e área geográfica de 13.275,0 km², conta com aproximadamente 650 açudes, sendo gerenciados e monitorados apenas 13 reservatórios, sete federais, quatro estaduais e dois municipais com acumulação total de 447.728.008 m³. esta sub-bacia conta com 350 km de leitos perenizados (incluindo Lima Campos, Barro e Crato – Juazeiro do Norte).
Os terrenos se afloram na superfície desta sub-bacia dividem-se em cristalinos e sedimentares, sendo que na bacia sedimentar do Araripe estão cadastrados 298 fontes e 1800 poços tubulares profundos, mas o monitoramento das águas subterrâneas é feito apenas em 52 poços e 02 fontes do graben Crato-Juazeiro. 
A bacia sedimentar do Araripe, em cuja parcela na bacia do Salgado é de 14%, é a que melhor representa o uso da água subterrânea para fins de abastecimento humano. Somente as sedes de Crato, Juazeiro do Norte e Barbalha, consomem juntas 29 milhões de m³/ano para abastecimento público. Na região do Cariri, a água subterrânea abastece o público em mais de 90% das sedes municipais e distritos.

### Afluentes

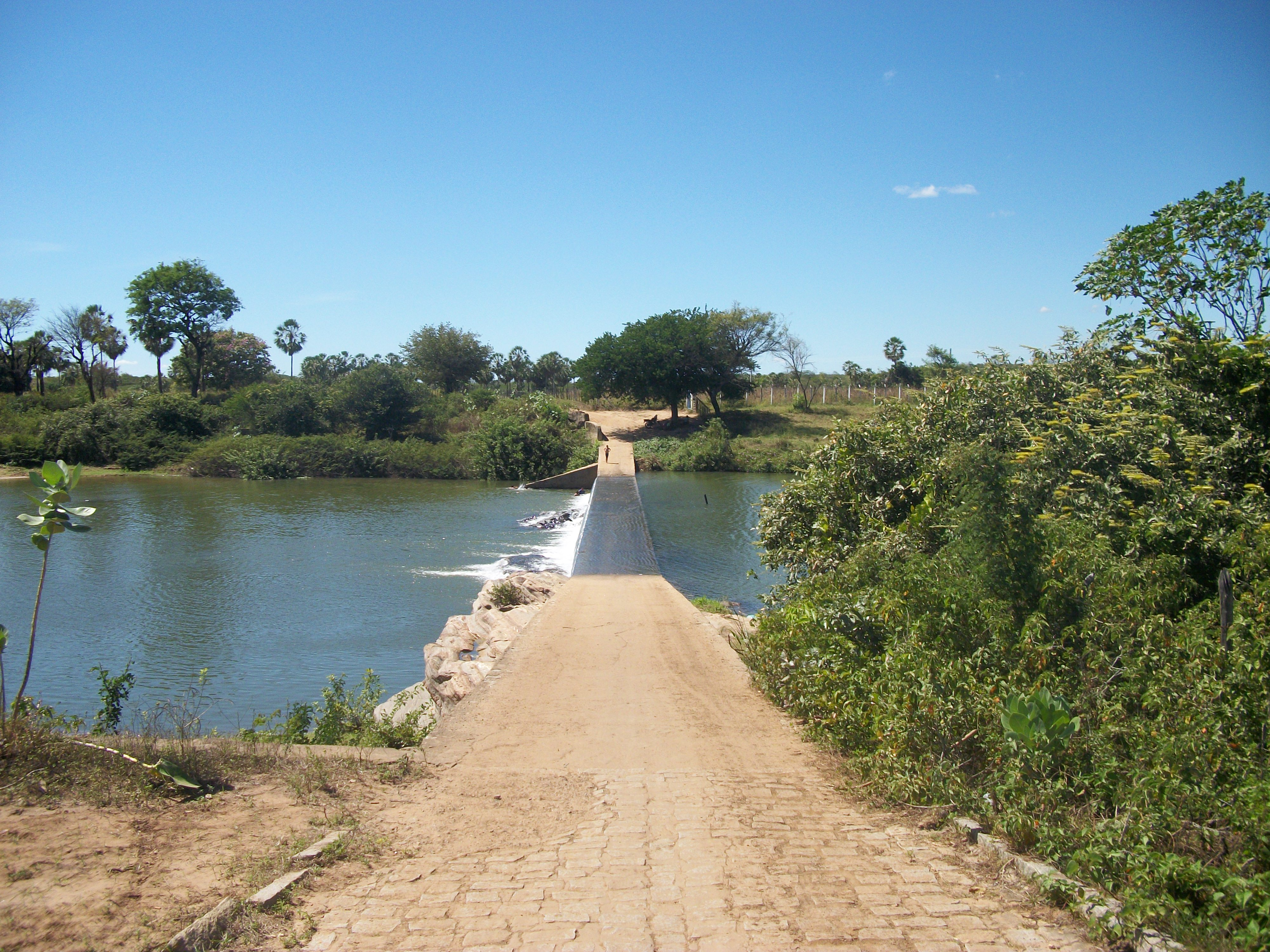
Barragem do rio Salgado no município de Lavras da Mangabeira

Seus principais afluentes são: rio Batateiras, rio Granjeiro, riacho do Saco, riacho Lobo, rio Carás, riacho São José, rio Missão Velha, riacho dos Porcos, riacho do Cuncas, riacho Olho d'Água e Riacho Rosário.
Atualmente, ainda não se encontra perenizado em toda sua extensão, aguardando a conclusão dos lotes 1, 2 e 5 da obra do Cinturão das Águas do Governo do Estado do Ceará que lhe permitirá ser perene em toda a sua extensão.